# 我是一片云 (小说)
《我是一片云》是台湾言情小说家琼瑶的一部作品，于1976年4月完稿，后被改编成电影、电视剧。

## 创作背景
《我是一片云》写作于1976年，这一年，是琼瑶较为心平气和的一年，生活中的矛盾开始理顺，似乎露出了一线曙光，她的写作似乎也变得轻松，文笔似乎也更为潇洒自如，游刃有余。琼瑶在《我的故事》中曾谈到，那时，她和平鑫涛认识还不久：「鑫涛，他成为我生活中相当重要的一个人。他是我的出版人，也是我的经纪人，他是我的读者，也是我的评审，他是我的朋友，也是我的老板，他是我小说的支持者，也是我梦想的实现者……我们开始受彼此的影响。我变得倚赖他，信任他，顺从他。」

## 故事情节
段宛露自小与顾友岚竹马青梅，而两家也对这段关系相互认同，共结连理的意图似乎已经是大势所驱。但世事难料，潇洒不羁的孟樵出现了，段宛露在他的面前心境开始摇摆。经久的感情。友岚深深爱着宛露，宛露想和孟樵一起比翼双飞，但又不想因此伤害友岚。接二连三的变故使得宛露原本构想的那道美好的城墙在顷刻间坍塌，她的身世被揭穿，原来她并非名教授之女，而是舞女的私生女，而在孟樵家，她被老妇激烈的指责，甚至骂成扫把星、狐狸精。她最终无法忍受、心力交瘁，不得不嫁给了一直默默守护在其身边的顾友岚。不料友岚在工地出了工程事故身亡。宛露经受不起这样的精神矛盾与打击，疯掉了，只是不断地喃喃自语地说着：“我是一片云，我是一片云……”

## 电视剧
1985年，中国大陆导演辜朗辉、赵俊宏拍摄了5集电视剧《我是一片云》，由张晓敏、王伟平、孙启新主演，闽西电视制作中心录制。

### 演员列表
| 角色   | 演員   |
| 段宛露 | 张小敏 |
| 孟樵   | 王伟平 |
| 顾友岚 | 孙启新 |
| 段母   | 秦怡   |
| 孟母   | 严丽秋 |
| 顾母   | 严永瑄 |
| 许太太 | 朱玉雯 |
| 段兆培 | 张磊   |
| 段父   | 汪正煜 |
| 顾父   | 曾正宗 |
| 医生   | 王明晟 |

### 职员列表
| - 原著：琼瑶 - 编剧：郝秀芳、辜朗辉 - 导演：辜朗辉、赵俊宏 - 总摄像：赵俊宏 - 摄像：施俊平、郑卫丹 - 美工：王兴昌 - 作曲：奚其明 - 录音：倪正 - 副导演：聂春申 - 录像编辑：管淑清 - 化装：朱佩珍 | - 服装：肖英娟 - 道具：葛文泳 - 摄像助理：陈岳 - 照明：吴建章、陈冬祥 - 剧务：柴耿 - 拟音：过敏 - 演唱：孙青、陆怀庸 - 剧务主任：陈柏兰 - 制片：王洪清 - 制片主任：周清夷 - 监制：张惟 |

## 影响
1982年，中国大陆的《海峡》杂志连载了这部长篇小说，《我是一片云》作为琼瑶的第一部作品正式传入大陆并风行一时，每部单行本的发行量均以十万计。1985年，中国大陆也把此作品改编成电视剧，从此大陆的电视荧屏上开始出现琼瑶剧。

## 外部連結
1985年電視劇
- 豆瓣电影上《我是一片雲》的資料 （简体中文）